# Planaturus setipalpis
Planaturus setipalpis är en kvalsterart som beskrevs av Cook 1983. Planaturus setipalpis ingår i släktet Planaturus och familjen Aturidae. Inga underarter finns listade i Catalogue of Life.